# Димитриевский, Столе
Столе Димитриевский (макед. Столе Димитриевски; родился 25 декабря 1993 года в Куманово, Северная Македония) — македонский футболист, вратарь клуба «Валенсия» и сборной Северной Македонии.

## Клубная карьера
Димитриевский — воспитанник клуба «Работнички». 24 октября 2010 года в матче против «Вардара» он дебютировал в чемпионате Македонии. В начале 2012 года Столе перешёл в итальянский «Удинезе», но для получения игровой практики был отдан в аренду в испанский «Кадис», где выступал за команду дублёров. В 2013 году Дмитриевский перешёл в «Гранаду», вначале на правах аренды, но затем клуб выкупил его контракт. Для получения игровой практики Столе выступал за команду дублёров, проведя за неё более 100 матчей. 23 августа 2014 года в матче против «Депортиво Ла-Корунья» он дебютировал в Ла Лиге.
Летом 2016 года Димитриевский подписал контракт с «Химнастиком» из Таррагоны. 16 октября в матче против «Реал Вальядолида» он дебютировал в Сегунде. В 2017 году после того, как Себастьян Саха покинул команду, Столе стал основным вратарём команды.
31 августа 2018 года Столе Димитриевский отправился в аренду в «Райо Вальекано». 31 января 2019 года он подписал контракт с клубом, рассчитанный на три с половиной года. Год спустя, его контракт был продлен до 2024 года. Димитриевский был основным вратарем команды в сезоне 2020/21. 2 декабря 2020 в матче с клубом «Леганес» Столе был удален с поля за оскорбление судьи, а также дисквалифицирован на четыре матча.
12 июня 2024 года стало известно, что Димитриевский стал игроком «Валенсии», подписав двухлетний контракт с возможностью продления еще на два года. Дебют состоялся 26 ноября в матче Кубка Испании с командой «Парла Эскуэла». Свою первую игру в Ла Лиге в составе «Валенсии» Столе провел 13 декабря 2024 года против клуба «Реал Вальядолид».

## Международная карьера
12 ноября 2015 года в товарищеском матче против сборной Черногории Димитриевский дебютировал за сборную Северной Македонии.